# Осада Нахчевана
Осада Нахчевана — одно из сражений во время арабских завоеваний, произошедшее в 654—655 годах в Армении.
В 654 году арабский наместник в Сирии Муавия отправил в поход на Армению военачальника Хабиба ибн Масламу. Арабское войско «заняло всю страну от края до края». Большинство армянских князей, до того поддерживавших византийцев, перешло на сторону арабов.
В конце года, когда наступили холода, византийский полководец Мавриан начал контрнаступление на арабов, которые не приняли сражения и отступили за Аракс, расположившись на зимовку в Зарегаване. Мавриан не последовал за отступившими арабами, а двинулся с войсками на Двин, ограбил этот город и подступил к Нахчевану.
Осада затянулась до весны, и Мавриан не хотел отступить в надежде взять город. Весной арабы напали на ромеев, осаждавших Нахчеван, «разбили их и предали мечу, а остальных обратили в бегство». Мавриан с остатками своих сил отступил в Иверию. 
Арабы его не преследовали, а двинулись на Феодосиополь и осадили его. Город сдался, и арабы ограбили его. С большой добычей, множеством пленных Хабиб направился назад.